# Völundr
El maestro herrero y artesano Völundr es un personaje de la mitología nórdica. Su historia aparece en una parte de la Edda Poética llamada "La Balada de Völundr" (Völundarkvida en nórdico antiguo, Völundskvädet en sueco y Volundkvadet en noruego). Se lo menciona también en fuentes anglosajonas como Beowulf, así como en una colección de poesía alemana del siglo XIII (Das Heldenbuch o Der Helden Buoch, "El libro de los héroes").

## Variaciones ortográficas del nombre en las culturas germánicas
En la Edda Poética su nombre aparece como Völundr. En otras culturas germánicas aparece como: (a) Völund Smed o Vølund Smed en los idiomas escandinavos ("smed" es "herrero"), también escrito como Valund, Valand, y Vaulundr en islandés; (b) en inglés su nombre habitual es Wayland Smith o Weyland Smith, si bien se lo encuentra asimismo como Weland (en anglosajón), Welent, Wolund, Velint, Velond, and Watlende; (c) en alemán es conocido como Wieland der Schmied; también aparece en la literatura alemana antigua como Wiolant, Welant, y Wielant. En el francés de la Edad Media se lo conocía como Galans, Galant o Galland, y en latín como Guielandus o Galannus. De acuerdo a la tradición francesa, Galant fue el herrero que hizo espadas utilizadas por Olivier ("Oliveros") y Carlomagno. La traducción moderna en francés es "Veland le Forgeron".

## Descripción deVölundry relación con otros mitos
En las historias nórdicas, Völundr es un ser sobrenatural de origen algo oscuro. Por un lado, se dice que él y sus hermanos (Slagfinns, o Slagfiðr, y Egil o Agilaz) son "synir finnakonungs", hijos del rey de los finnar (Habitantes de Finnskogen, región de Värmland en Suecia). Por otro lado, las historias lo describen como: (1) vísi álfa, interpretado como "príncipe/líder de los elfos (los álfar)" o "sabio entre los álfar"; (2) álfa ljóði, un término más oscuro que sugiere que Völundr no solo es un líder, sino que también un miembro de los álfar. El vocablo poético ljóði (o lýðr) corresponde a "un pueblo, gente, humanos" y se relaciona al anglosajón "leod", que significa "hombre o guerrero" en masculino pero "gente, un pueblo" en femenino.
Finalmente, otras fuentes germánicas lo hacen descender de Vadi o Waetla, el hijo de una sirena, o giganta marina, "Frau Wâchilt".
El mito de Völundr tiene elementos comunes con historias asociadas a Hephaistos o Vulcano. Su captura y humillación tiene un reflejo en la caída de Alberich y en la sumisión de Mime en la ópera Das Rheingold de Wagner. Su venganza sobre el rey Níðuðr (o Nidud) tiene claros ecos del mito de Tántalo y su escape final muestra similitudes con el mito de Dédalo. Su habilidad como herrero, artesano, y orfebre lo hacen similar a Seppo Ilmarinen, el creador del sampo en el Kalevala finlandés, si bien sus engaños y venganzas lo hacen más afín a Lemminkäinen, el compañero de Ilmarinen en ciertas aventuras.

## Historias asociadas conVölundr
Völundr es conocido como el maestro herrero que creó la espada Balmung (también llamada Gramr o Gram, o Notung, Nothung), que Odín clavó en el árbol Branstock en la Saga de los Völsungos. Es reconocido también como un creador de joyas y anillos mágicos.
La Balada de Völundr menciona que él y sus hermanos Slagfinns y Egil tomaron esposas valquirias que también eran doncellas cisnes. La esposa de Völundr fue Hervör o Hervor (llamada también "Alvitr", "la más sabia"), hija de Kjar. En un tema típico del folklore europeo, las esposas cisnes estuvieron felices con ellos por un tiempo, para luego abandonarlos. Dice el poema en su tercera estrofa:
| Original islandés antiguo | Traducción libre en castellano: |  |

| Sátu síðan sjau vetr at þat, en inn átta allan þráðu, en inn níunda nauðr of skilði; meyjar fýstusk á myrkvan við, Alvitr unga, örlög drýgja. | Permanecieron allí por siete inviernos, todo el octavo guardaron sus deseos, pero al noveno necesitaron separarse; extrañaban las doncellas la oscuridad del bosque, y Alvitr, la más joven, hacer suyo su destino. |  |

Slagfinns y Egil partieron hacia el sur y el oeste en una búsqueda infructuosa de sus esposas Svanvit (o "Hladgud", "Ladgunn") y Ölrun, hijas de Hlovde. Völundr se quedó sin embargo en su lugar de Ulfdölum ("Ulvdalen", "el Valle del Lobo"), creando gemas, joyas, y setecientos anillos dorados, en la espera del retorno de su esposa.

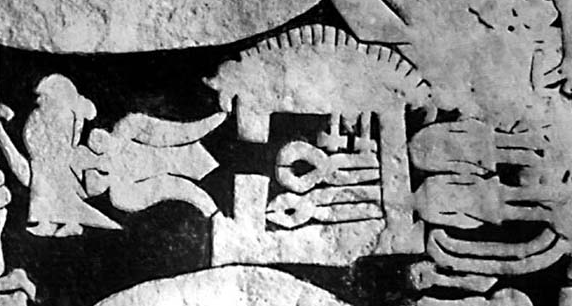
Imágenes de la leyenda de Völundr en una "piedra ilustrada de Gotland". La herrería de Völundr en el centro, Bodvild (hija de Niðuðr) a la izquierda, sus dos hermanos muertos escondidos a la derecha de la herrería. Entre la joven y la herrería se ve a Völundr escapando bajo la forma de un águila. Piedra VIII de Ardre (Gotland, Suecia), siglos VIII o IX.

La fama del orfebre despertó la codicia en otros hombres. Fue así que un reyezuelo de Svíþjóð (la región de Svealand en Suecia), Níðuðr el caudillo de los njarar (o "nerikjar") de Närke/Nerike, supo que Völundr residía solo en Ulvdalen y concibió así un plan para reducirlo a la servidumbre. Cuando Völundr estaba cazando, los hombres de Níðuðr llegaron subrepticiamente y vieron los tesoros del orfebre, a quien esperaron escondidos.
Völundr regresa, prepara su asado, y se entretiene contando sus anillos mientras descansa sobre una piel de osa. Cuando descubre que le falta uno, Völundr piensa que Alvitr ha regresado y ha elegido ese anillo faltante, sin saber que había sido robado por sus enemigos. Pensando en Alvitr, Völundr se queda dormido; al despertarse, los hombres de Níðuðr lo han encadenado.
El herrero es conducido a la corte del rey Níðuðr quien se burla de sus tesoros, se dirige a él socarronamente llamándolo "príncipe de los duendes" y "sabio entre los elfos". Se muestran frente al herrero con los tesoros robados, los más apreciados por Völundr: Níðuðr ha tomado la espada Gramr para sí y le ha dado uno de los anillos de Hervör a su hija, la princesa Böðvildr o Bodvild. Finalmente Níðuðr lo encierra en el pequeño islote de Sævarstöð; para evitar que se escape, le cortan los ligamentos de sus rodillas. De allí en más, el rey fuerza a Völundr a crear joyas preciosas para la familia real.
Völundr esconde la humillación que lo consume; en su sufrimiento, nada lo enfurece más que el ver en la mano de Bodvild el anillo de su esposa Alvitr. Pero el herrero prepara su venganza en silencio y con frialdad, mientras hace incansablemente el trabajo ordenado en la privacidad de su isla.
Un día, los dos hijos del rey ya no pueden ocultar su codicia por ver los anillos. Völundr les dice entonces que vengan solos a inspeccionar las joyas al día siguiente. Cuando esto ocurre, Völundr los distrae y decapita. Buscando su revancha, el herrero crea dos cálices de plata con los cráneos de los príncipes y se los regala al rey; con sus ojos, Völundr prepara piedras preciosas para la reina; con sus dientes, un prendedor de regalo para Bodvild. Los demás restos son escondidos en la herrería; los muchachos parecen haber desaparecido.
Finalmente, la princesa se acerca a la isla de Völundr y le pide que repare el viejo anillo de Hervör-Alvitr, que se ha roto. El herrero acepta; pero en lugar de hacer el trabajo acordado, emborracha a Bodvild, la viola y la deja embarazada. No contento con esto, Völundr le cuenta luego a Níðuðr en detalle su venganza mientras vuela hacia el cielo, presumiblemente en alas que él mismo ha fabricado para suplir su incapacidad de caminar.